# Igor Nikolayevich Panarin
Igor Nikolaevich Panarin (tiếng Nga: Игорь Николаевич Панарин), một cựu phát ngôn viên của Cơ quan Không gian Liên Bang Nga và cũng từng là nhà phân tích của cơ quan KGB (Cơ quan Mật vụ Liên Xô), là một học giả Nga môn khoa học chính trị và cũng là Trưởng khoa của Bộ Ngoại giao Học viện Ngoại giao tại Moskva. ông là tác giả của nhiều cuốn ách về nông nghiệp, và xuất hiện với tư cách là một nhà nghiên cứu về những chương trình truyền hình liên quan tới chính trị.

## Tiên đoán nước Mỹ sẽ sụp đổ năm 2010
Vào Thứ Ba, 3 tháng 3, 2009, Igor Panarin tiên đoán rằng Tổng thống Barack Obama sẽ ban hành thiết quân luật trong năm 2009, Hoa Kỳ sẽ tách ra thành sáu khu vực tự trị trước năm 2011, và Nga sẽ trở thành rường cột của một trật tự thế giới mới.
Các lời tiên đoán có vẻ khó tin được này của Panarin, tuy nhiên ông ta lúc này là viện trưởng của một Học viện thuộc Bộ Ngoại giao Nga, chuyên đào tạo các nhà ngoại giao tương lai cho nước này, và ông cũng thường được mời lên phát biểu trên các đài truyền hình của nhà nước Nga. Các lời tiên đoán của học giả Panarin thường được coi là phù hợp với đường lối chống Mỹ của các nhà lãnh đạo của điện Kremli, nên càng dễ được phổ biến rộng rãi hơn.
Trước hàng chục sinh viên, giáo sư và nhà ngoại giao tại Học viện Ngoại giao, và khách mời đặc biệt của Bộ Ngoại giao Nga, là đặc phái viên Mike Eckel của hãng thông tấn AP cũng như một số tờ báo ngoại quốc khác, giáo sư Panarin đã phát biểu như sau: "Có nhiều khả năng cao là Hoa Kỳ sẽ sụp đổ vào năm 2010."
Lời tiên đoán của Panarin đã phù hợp với các hình ảnh tiêu cực của nước Mỹ mà Ðiện Kremli vẫn thích nhận được trong những năm trước đó, nhất là dưới thời của Tổng thống Vladimir Putin. Putin, lúc này là đương kim thủ tướng của Nga, thường so sánh Hoa Kỳ như chế độ Ðức Quốc xã và đổ lỗi cho Washington DC phải chịu trách nhiệm về cuộc khủng hoảng tài chính toàn cầu lúc này, đang làm khổ cho cả nền kinh tế Nga.
Panarin không đưa ra điều gì đặc biệt để minh chứng cho sự phân tích của mình, mà phần lớn chỉ dựa trên các tờ báo, tạp chí và các nguồn tin mà ai cũng được biết cả rồi. Panarin cũng còn khoe rằng ông từng tiên đoán về sự tan rã của quốc gia giàu nhất trên thế giới từ hơn một thập niên qua.
Tuy nhiên, Panarin cho rằng cuộc khủng hoảng kinh tế mới đây tại Hoa Kỳ, và các "hiện tượng xã hội và văn hóa" khác, đã khiến ông có thể đưa ra được một hạn định cụ thể là "kết thúc thực sự" - khi Hoa Kỳ sẽ vỡ tan thành sáu vùng tự trị và tiểu bang Alaska sẽ lại trở về dưới sự kiểm soát của Nga.
Panarin cũng quả quyết thêm rằng người Hoa Kỳ đang chịu một nền đạo đức suy đồi, và họ còn bị căng thẳng tâm lý mạnh mẽ thể hiện qua các vụ nổ súng trong trường học, số người lớn lao bị giữ trong nhà tù và số đàn ông đồng tính luyến ái cũng khá đông đảo.
Nói về lãnh vực kinh tế, Panarin nhận xét về sự tuột dốc mạnh mẽ của thị trường chứng khoán, sự sụt giảm trong ngành sản xuất nội địa và việc Washington phải lo cứu nguy cho cả đại ngân hàng Citigroup, đều là các bằng chứng cho thấy rằng sự thống lĩnh của Hoa Kỳ trên các thị trường thế giới đều đã sụp đổ. Panarin nói tiếp là ông ta mới có mặt tại Hoa Kỳ và nhận thấy rằng "mọi sự đều không có vẻ gì là tốt cả. Ðiều quan trọng nữa, đó là sự tan rã của giấc mơ Hoa Kỳ."

## Chỉ trích
Panarin nhấn mạnh tiếp rằng ông không mong gì cho Hoa Kỳ sụp đổ cả, tuy nhiên ông tiên đoán là Nga sẽ vươn lên từ cuộc khủng hoảng kinh tế một cách mạnh mẽ hơn, và sẽ làm nhiều việc, kể cả việc lập ra một đồng tiền mới để thay thế đồng đôla của Hoa Kỳ. Khi được yêu cầu bình luận về các lời phát biểu của Panarin, thì một phát ngôn viên của Bộ Ngoại giao Nga nói rằng bất cứ câu hỏi nào đều phải được ghi lại trên giấy tờ và không thể có trả lời ngay được.
Một giảng sư hỏi lại Panarin rằng liệu các lời tiên đoán của ông có vẻ chính xác hơn để mô tả tình trạng nước Nga lúc này, cũng đang trải qua cuộc khủng hoảng kinh tế tệ nhất từ một thập niên 2000, trong khi tình hình dân số cũng sụt giảm, khiến cho có một số học giả đã tiên đoán sự tan rã của nước Nga này. Tuy nhiên Panarin đã bác bỏ ý tưởng này, cho rằng "Nước Nga sẽ không bao giờ sụp đổ cả."
Tuy nhiên học giả Alexei Malashenko, thuộc Trung tâm Carnegie Moskva, không dự buổi thuyết trình của Panarin, cũng có cái nhìn bi quan như Panarin, nhưng nói ngược lại rằng "Chính Nga mới là nước đang trên đà tan rã." Malashenko nói với hãng thông tấn AP như sau: "Tôi không thể nào tưởng tượng ra nổi là Hoa Kỳ lại có thể tan rã được."

## Phát biểu, phỏng vấn, các ấn phẩm
- Спецрепортаж KM.RU о выступлении И. Панарина в Дипломатической академии МИД России, 03 марта 2009 года
- Американская трагедия. США могут повторить судьбу Советского Союза, газета "Новое дело", Нижний Новгород (№9 от 26 февраля 2009 года)[liên kết hỏng]
- Информационные войны: технологии успеха, КМ.tv[liên kết hỏng]
- Бразильский вариант авторской карты распада США (ГЛОБО, РИО де ЖАНЕЙРО, 10 февраля 2009 года Lưu trữ ngày 13 tháng 2 năm 2009 tại Wayback Machine
- 8 tháng 2 năm 2009-smoke-1905.mp3 Вступление И. Панарина в передаче радио ЭХО МОСКВЫ "Дым отечества" 8 февраля 2009 года
- Интервью И. Панарина государственному радио Ирана 01 февраля 2009 года Lưu trữ ngày 14 tháng 2 năm 2009 tại Wayback Machine
- Интервью И. Панарина влиятельному сербскому журналу НИН (Белград) 30 января 2009 года[liên kết hỏng]
- Выступление в прямом эфире "5 канала" (программа "Открытая студия") 15 января 2009 года
- Интервью автора бразильской газете ГЛОБО (Рио де Жанейро) Lưu trữ ngày 14 tháng 2 năm 2009 tại Wayback Machine
- Интервью CNN 31 декабря 2008 года Lưu trữ ngày 31 tháng 8 năm 2010 tại Wayback Machine
- Статья И. Панарина газете "Известия" 29 декабря 2008 года
- Интервью И. Панарина "The Wall Street Journal" 29 декабря 2008 года
- Интервью И. Панарина Уральскому агентству "Накануне.RU" 26 декабря 2008 года
- Экономический клуб Известий - 16 декабря 2008 года Lưu trữ ngày 28 tháng 11 năm 2010 tại Wayback Machine
- Интервью радиостанции «Финам FM» 08 декабря 2008 года
- Выступление И.Панарина на Russia Today 27 ноября 2008 года Lưu trữ ngày 7 tháng 2 năm 2009 tại Wayback Machine
- Распад США к 2010 году:миф или реальность?, КМ.tv 24 ноября 2008 года Lưu trữ ngày 22 tháng 10 năm 2009 tại Wayback Machine
- Статья И. Панарина газете "Известия" 24 ноября 2008 года
- Интервью И. Панарина РГРК "Голос России" 03 апреля 2008 года[liên kết hỏng]
- Украинское агентство "Главред" 27 ноября 2007 года Lưu trữ ngày 6 tháng 6 năm 2009 tại Wayback Machine
- Интервью И. Панарина общественно-политическому и научно-популярному журналу Администрации Президента Республики Беларусь «Беларуская думка» (№8, 2008 год) Lưu trữ ngày 19 tháng 12 năm 2010 tại Wayback Machine